# U-54 (1939)
U-54 — средняя немецкая подводная лодка типа VIIB времён Второй мировой войны.

## История
Заказ на постройку субмарины был отдан 16 июля 1937 года. Лодка была заложена 13 сентября 1938 года на верфи «Германиаверфт» в Киле под строительным номером 589, спущена на воду 15 августа 1939 года. Лодка вошла в строй 23 сентября 1939 года под командованием капитан-лейтенанта Георга-Хайнца Михеля.

### Командиры
- 23 сентября — 30 ноября 1939 года Георг-Хайнц Михель
- 5 декабря 1939 года — 20 февраля 1940 года корветтен-капитан Гюнтер Кутшман

### Флотилии
- 23 сентября — 31 декабря 1939 года — 7-я флотилия (учебная)
- 1 января — 20 февраля 1940 года — 7-я флотилия

### История службы
Лодка совершила один боевой поход, успехов не достигла. Пропала без вести после 20 февраля 1940 года в Северном море Место гибели неизвестно. 41 погибших (весь экипаж). Предположительно, лодка погибла на одном их минных полей, выставленных британскими эсминцами HMS Ivanhoe и HMS Intrepid в начале января 1940 года.
Части одной из торпед лодки были найдены германским патрульным катером V1101 14 марта 1940 года в районе с координатами 54°57′ с. ш. 06°45′ в. д..